# Dorsum Bucher
Dorsum Bucher – grzbiet na powierzchni Księżyca  o długości około 90 km. Znajduje się na współrzędnych selenograficznych ☾ 31,0°N 39,0°W/31,000000 -39,000000. Dorsum Bucher znajduje się na obszarze pomiędzy Oceanus Procellarum a Mare Imbrium.
Nazwa grzbietu została nadana w 1976 roku przez Międzynarodową Unię Astronomiczną i pochodzi od Waltera Buchera (1889-1965), niemiecko-amerykańskiego geologa i palaentologa.